# 横浜港韓国人女性死体遺棄事件
横浜港韓国人女性死体遺棄事件（よこはまこうかんこくじんじょせいしたいいきじけん）とは、2010年10月に横浜港で韓国籍女性の足首が発見された事件である。

## 概要
この事件は2010年10月に神奈川県横浜市中区にある横浜港で飲食店経営を営んでいた韓国籍の女性の足首が見つかった事件である。被害者の女性Aは同年9月1日から行方不明になっていた。この事件で、警察は被害者が帰宅した後から数回にわたってマンションを出入りする姿が防犯カメラに写っていたなどのことから2011年7月4日に元神奈川県警察警部補で被害者の夫であるBを死体遺棄容疑で逮捕した。その後、死体遺棄・損壊罪で起訴。殺人容疑でも逮捕されていたものの、死体の一部の足首などしか見つからなかったため、2011年9月6日に横浜地検は殺人罪での起訴を断念して傷害致死の罪で追起訴した。検察は被告Bは横浜市南区にある自室で妻に暴行を加えて暴行死させ、近くの中村川に遺体をバラバラに切断して遺棄したとしている。

## 韓国メディアの反応
韓国のメディアの一部は金沢市で起きた韓国人の殺害事件で2011年6月10日に被告に判決が下ったことや、大阪府大阪市平野区で韓国人の母娘が殺害される事件が発生したことから、日本人、また韓国人女性を殺害と報じている。